# Ernst Sachsenberg
Ernst Sachsenberg (* 9. April 1862 in Roßlau; † 7. November 1929 in Dessau) war ein deutscher Verwaltungsjurist.

## Leben
Ernst Sachsenberg studierte Rechtswissenschaften an der Universität Jena. 1885 wurde er Mitglied des Corps Franconia Jena. Nach dem Studium und der Promotion zum Dr. iur. trat er in den Staatsdienst des Herzogtums Anhalt ein. Von 1899 bis zu seinem Tod 1929 war er Kreisdirektor des Landkreises Dessau.

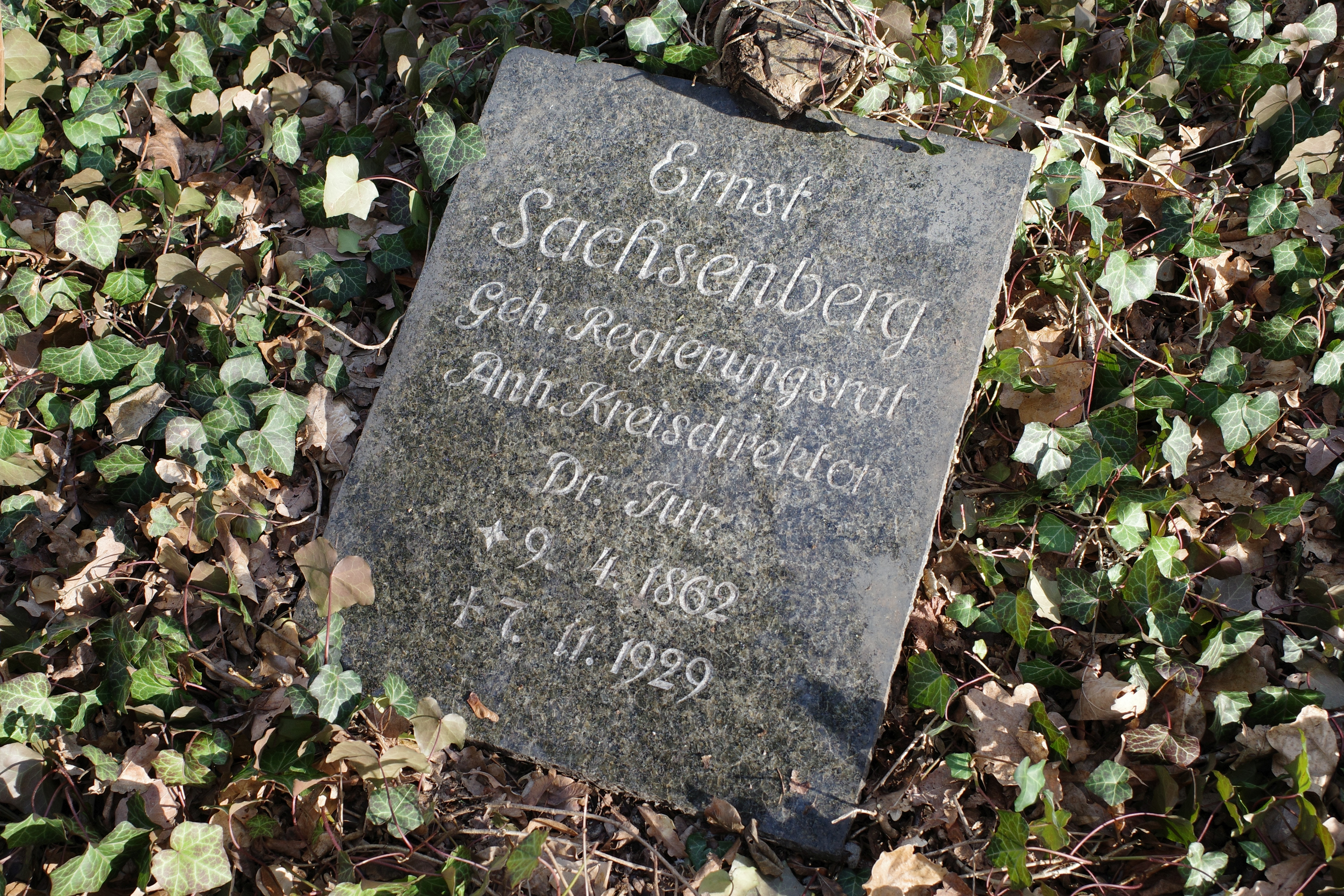
Ruhestätte in Dessau

## Auszeichnungen
- Ernennung zum Geheimen Regierungsrat[1]